# Super League (pallavolo maschile, Inghilterra)
La Super League è la massima serie del campionato inglese di pallavolo maschile: al torneo partecipano dieci squadre di club inglesi e la squadra vincitrice si fregia del titolo di campione d'Inghilterra.

## Albo d'oro
| Dal 1977 al 2010 la competizione è denominata Division 1  |                   |                         |                         |               |               |
| 1977-78 Dettagli                                          | Sefton            | Blokk 75 & Deeside      | -                       |               |               |
| 1978-79 Dettagli                                          | Kestrels          | Speedwell               | -                       |               |               |
| 1979-80 Dettagli                                          | Speedwell         | Kelly Girl VB           | -                       |               |               |
| 1980-81                                                   | Non disputato     | Non disputato           | Non disputato           | Non disputato | Non disputato |
| 1981-82 Dettagli                                          | Speedwell         | Kelly Girl VB           | -                       |               |               |
| 1982-83 Dettagli                                          | Speedwell         | Kelly Girl VB           | -                       |               |               |
| 1983-84 Dettagli                                          | Capitol City      | Polonia London          | -                       |               |               |
| 1984-85 Dettagli                                          | Malory Eagles     | Speedwell               | -                       |               |               |
| 1985-86 Dettagli                                          | Polonia London    | Speedwell               | -                       |               |               |
| 1986-87 Dettagli                                          | Speedwell         | Polonia London          | -                       |               |               |
| 1987-88 Dettagli                                          | Malory Eagles     | Liverpool Girls VT      | -                       |               |               |
| 1988-89 Dettagli                                          | Malory Eagles     | Star Aquila             | -                       |               |               |
| 1989-90 Dettagli                                          | Malory Eagles     | Speedwell               | -                       |               |               |
| 1990-91 Dettagli                                          | Malory Eagles     | Polonia London          | -                       |               |               |
| 1991-92 Dettagli                                          | Malory Eagles     | Liverpool Girls VT      | -                       |               |               |
| 1992-93 Dettagli                                          | Malory Eagles     | Leeds                   | -                       |               |               |
| 1993-94 Dettagli                                          | Malory Eagles     | Polonia London          | -                       |               |               |
| 1994-95 Dettagli                                          | Malory Eagles     | Newcastle Staffs        | -                       |               |               |
| 1995-96 Dettagli                                          | Malory Eagles     | Newcastle Staffs        | -                       |               |               |
| 1996-97 Dettagli                                          | Malory Eagles     | Tooting                 | -                       |               |               |
| 1997-98 Dettagli                                          | Tooting           | Malory Eagles           | -                       |               |               |
| 1998-99 Dettagli                                          | Malory Eagles     | City of Stoke VD        | -                       |               |               |
| 1999-00 Dettagli                                          | Malory Eagles     | Wessex                  | -                       |               |               |
| 2000-01 Dettagli                                          | Malory Eagles     | Portsmouth VC           | -                       |               |               |
| 2001-02 Dettagli                                          | Malory Eagles     | London Docklands        | -                       |               |               |
| 2002-03 Dettagli                                          | Malory Eagles     | London Docklands        | -                       |               |               |
| 2003-04 Dettagli                                          | Malory Eagles     | Coventry & Warwick Riga | London Docklands        |               |               |
| 2004-05 Dettagli                                          | Malory Eagles     | London Docklands        | Sheffield               |               |               |
| 2005-06 Dettagli                                          | Malory Eagles     | London Docklands        | City of Bristol         |               |               |
| 2006-07 Dettagli                                          | London Docklands  | Malory Eagles           | Polonia London          |               |               |
| 2007-08 Dettagli                                          | Malory Eagles     | Sheffield               | Coventry & Warwick Riga |               |               |
| 2008-09 Dettagli                                          | Sheffield         | Coventry & Warwick Riga | Malory Eagles           |               |               |
| 2009-10 Dettagli                                          | Malory Eagles     | Sheffield               | London Docklands        |               |               |
| Dal 2010 al 2012 la competizione è denominata Super Eight |                   |                         |                         |               |               |
| 2010-11 Dettagli                                          | Polonia London    | Leeds                   | Sheffield               |               |               |
| 2011-12 Dettagli                                          | Leeds             | Polonia London          | Team Northumbria        |               |               |
| Dal 2012 al 2018 la competizione è denominata Super 8s    |                   |                         |                         |               |               |
| 2012-13 Dettagli                                          | Polonia London    | Team Northumbria        | -                       |               |               |
| 2013-14 Dettagli                                          | Sheffield         | Team Northumbria        | -                       |               |               |
| 2014-15 Dettagli                                          | Team Northumbria  | Sheffield               | -                       |               |               |
| 2015-16 Dettagli                                          | Polonia London    | Team Northumbria        | -                       |               |               |
| 2016-17 Dettagli                                          | Polonia London    | Sheffield               | -                       |               |               |
| 2017-18 Dettagli                                          | Team Northumbria  | Polonia London          | -                       |               |               |
| Dal 2018 la competizione è denominata Super League        |                   |                         |                         |               |               |
| 2018-19 Dettagli                                          | Polonia London    | Durham University       | Wessex                  |               |               |
| 2019-20 Dettagli                                          | Polonia London    | Durham University       | Malory Eagles           |               |               |
| 2020-21                                                   | Non disputato     | Non disputato           | Non disputato           | Non disputato | Non disputato |
| 2021-22 Dettagli                                          | Durham University | Malory Eagles           | Richmond Docklands      |               |               |
| 2022-23 Dettagli                                          | Durham University | Malory Eagles           | Polonia London          |               |               |
| 2023-24 Dettagli                                          | Durham University | Polonia London          | Team Essex              |               |               |

## Palmarès
| Squadra           | Titolo | Stagione |
| ----------------- | ------ | --- |
| Malory Eagles     | 21     | 1984-85, 1987-88, 1988-89, 1989-90, 1990-91, 1991-92, 1992-93, 1993-94, 1994-95, 1995-96, 1996-97, 1998-99, 1999-00, 2000-01, 2001-02, 2002-03, 2003-04, 2004-05, 2005-06, 2007-08, 2009-10 |
| Polonia London    | 7      | 1985-86, 2010-11, 2012-13, 2015-16, 2016-17, 2018-19, 2019-20 |
| Speedwell         | 4      | 1979-80, 1981-82, 1982-83, 1986-87 |
| Durham University | 3      | 2021-22, 2022-23, 2023-24 |
| Sheffield         | 2      | 2008-09, 2013-14 |
| Team Northumbria  | 2      | 2014-15, 2017-18 |
| Sefton            | 1      | 1977-78 |
| Kestrels          | 1      | 1978-79 |
| Capitol City      | 1      | 1983-84 |
| Tooting           | 1      | 1997-98 |
| London Docklands  | 1      | 2006-07 |
| Leeds             | 1      | 2011-12 |